# Dondice
Dondice Er. Marcus, 1958 è un genere di molluschi nudibranchi della famiglia Myrrhinidae.

## Tassonomia
Il genere comprende le seguenti specie:
- Dondice banyulensis Portmann & Sandmeier, 1960
- Dondice galaxiana Millen & Hermosillo, 2012
- Dondice occidentalis (Engel, 1925)
- Dondice parguerensis Brandon & Cutress, 1985
- Dondice trainitoi Furfaro & Mariottini, 2020